# Лишка, Юрай
Юрай Лишка (словац. Juraj Liska; 29 ноября 1964, Тренчин, ЧССР) — словацкий политический и государственный деятель. Министр обороны Словакии (2003—2006), мэр Тренчина (2002—2003), бывший вице-председатель Словацкого христианско-демократического союза.

## Биография
В 1989 году окончил строительный факультет Словацкого технического университета в Братиславе. В начале 1990-х открыл собственный бизнес. В 2000 году вступил в Словацкий христианско-демократический союз (SDKÚ) и стал его председателем в районе Тренчин. В 2002 году избран членом Национального совета партии. В декабре 2002 года избран мэром Тренчина.
С 10 октября 2003 по 1 февраля 2006 года занимал пост министра обороны Словакии во правительстве Микулаша Дзуринды.
27 января 2006 года ушёл в отставку после крупнейшей в истории страны катастрофы военного самолета Ан-24, в результате которой погибли 44 человека.
В 2006 году был переизбран на выборах в Национальный совет Словакии. В 2008 году вышел из партии, призвав её председателя также уйти в отставку. В 2009 году безуспешно баллотировался на пост президента страны как независимый кандидат.
Женат, имеет двоих детей.